# المحقق كونان (الموسم 22)
المحقق كونان هو الموسم الثاني والعشرين من سلسلة المحقق كونان (باليابانية: 名探偵コナン، تُنطق ميه‌‌تانتيه كۆنان أي المحقق العظيم كونان) تُرجمت رسميًا إلى المُحقق كونان، وهي سلسلة مانغا للكاتب غوشو أوياما حُولِّت إلى مسلسل أنيمي وحلقات أوفا وأفلام أنمي وألعاب فيديو ووسائط أخرى يابانية وقد بدأ عرض السلسلة من 5 يناير 2013 ولغاية 26 أكتوبر 2013، وكان الموسم من إخراج ياسوچيرو ياماموتو.
أُذيعت الحلقة الأولى في 8 يناير 1996 وعرضت الحلقات بالتوالي إلى أن وصلت إلى أكثر من 1,155 حلقة، وبذلك تحتل المركز الخامس عشر في قائمة أكثر الأنيميات من حيث عدد الحلقات. يتم عرض حلقة واحدة من الأنمي أسبوعيًّا على نبون تلفجن إلا في حالات عرض الأفلام فإنها قد تتأجل إلى أسبوعين أو أكثر. تتم دبلجة الأنيمي للغة العربية من قِبَل مركز الزهرة ولا تزال دبلجته مُستمرة لأكثر من ثمانية عشرة سنة منذ سنة 1998، حيث عُرض لأول مرة على تلفزيون قطر، وقد وصلت الحلقات المُدبلجة إلى 565 (537 بالنّظام الياباني) من أصل 1,155 حلقة.
يُعرَض المحقق كونان في اليابان على قناة نيبون تي في وقناة يوميأوري وقناة أنيماكس وقناة YTV اليابانية، وقد لاقى المحقق كونان رواجًا كبيرًا في اليابان حيث احتل مركزًا من ضمن المراكز الستة الأوائل في ست مناسبات مختلفة. وبحسب استطلاعات الرأي التي أجرتها مجلة أنيميج، اعتبر الأنيمي من بين أفضل 20 أنيمي تم إصداره خلال الفترة من عام 1996 ولغاية عام 2001. أيضا احتل المحقق كونان المركز الثالث والعشرين من ضمن قائمة أفضل 100 أنيمي، أجرته شبكة أساهي اليابانية في عام 2005.

## عناوين الحلقات
| #       | عنوان الحلقة                                                           | تفاصيل الحلقة | تفاصيل الحلقة  |
| اليابان | باليابانية                                                             | في المانغا    | تاريخ العرض    |
| ------- | ---------------------------------------------------------------------- | ------------- | -------------- |
| 681     | بث الحب المهدِّد للحياة (بداية البث)                                     | فصل 804-808   | 5 يناير 2013   |
| 682     | بث الحب المهدِّد للحياة (وضع يأس)                                        | فصل 804-808   | 12 يناير 2013  |
| 683     | بث الحب المهدِّد للحياة (التدافع نحو المشهد)                             | فصل 804-808   | 19 يناير 2013  |
| 684     | رغوة وبخار ودخان (الجزء الأول)                                         | فصل 809-811   | 26 يناير 2013  |
| 685     | رغوة وبخار ودخان (الجزء الثاني)                                        | فصل 809-811   | 2 فبراير 2013  |
| 686     | سيارة تحمل قنبلة موقوتة                                                | فلر           | 9 فبراير 2013  |
| 687     | الفخ الجليدي غير القابل للذوبان                                        | فلر           | 16 فبراير 2013 |
| 688     | الضابط تاكاغي يعثر على 30 مليون ين                                     | فلر           | 23 فبراير 2013 |
| 689     | رسالة من زبون                                                          | فلر           | 2 مارس 2013    |
| 690     | قضية يوساكو كودو المجمدة (الجزء الأول)                                 | فصل 812-814   | 9 مارس 2013    |
| 691     | قضية يوساكو كودو المجمدة (الجزء الثاني)                                | فصل 812-814   | 16 مارس 2013   |
| 692     | ليلة تفتح أزهار الكرز في طريق على نهر سوميدا (الجزء الأول)             | فلر           | 23 مارس 2013   |
| 693     | ليلة تفتح أزهار الكرز في طريق على نهر سوميدا (الجزء الثاني)            | فلر           | 30 مارس 2013   |
| 694     | الحلوى اليابانية المفقودة في المحل القديم (قصة أحداث ما قبل الفيلم 17) | فلر           | 20 آبريل 2013  |
| 695     | الزهور في حقل الكروم                                                   | فلر           | 27 آبريل 2013  |
| 696     | الأزهار العاصف                                                         | فلر           | 4 مايو 2013    |
| 697     | نافذة أكاديمية الفتيات                                                 | فلر           | 11 مايو 2013   |
| 698     | لا يُصدَّق! قضية تحطم الطبق طائر                                          | فلر           | 18 مايو 2013   |
| 699     | الظل المقترب من سر هايبرا (الجزء الأول)                                | فصل 815-817   | 8 يونيو 2013   |
| 700     | الظل المقترب من سر هايبرا (الجزء الثاني)                               | فصل 815-817   | 15 يونيو 2013  |
| 701     | قطار الغموض الأسحم (المغادرة)                                          | فصل 818-824   | 13 يوليو 2013  |
| 702     | قطار الغموض الأسحم (النفق)                                             | فصل 818-824   | 20 يوليو 2013  |
| 703     | قطار الغموض الأسحم (التقاطع)                                           | فصل 818-824   | 27 يوليو 2013  |
| 704     | قطار الغموض الأسحم (المحطة الأخيرة)                                    | فصل 818-824   | 3 أغسطس 2013   |
| 705     | كونان في الغرفة المغلقة                                                | فصل 825-827   | 10 أغسطس 2013  |
| 706     | بوربون يحل اللغز                                                       | فصل 825-827   | 17 أغسطس 2013  |
| 707     | المحقق الذي وقع بالفخ                                                  | فلر           | 31 أغسطس 2013  |
| 708     | الرجل الذي سقط ببطء                                                    | فلر           | 7 سبتمبر 2013  |
| 709     | قضية الصدمة غير المؤكدة                                                | فلر           | 14 سبتمبر 2013 |
| 710     | الجميع رأى (الجزء الأول)                                               | فصل 831-833   | 21 سبتمبر 2013 |
| 711     | الجميع رأى (الجزء الثاني)                                              | فصل 831-833   | 28 سبتمبر 2013 |
| 712     | هيجي هاتوري وقصر مصاص الدماء (الجزء الأول)                             | فصل 834-840   | 5 أكتوبر 2013  |
| 713     | هيجي هاتوري وقصر مصاص الدماء (الجزء الثاني)                            | فصل 834-840   | 12 أكتوبر 2013 |
| 714     | هيجي هاتوري وقصر مصاص الدماء (الجزء الثالث)                            | فصل 834-840   | 19 أكتوبر 2013 |
| 715     | هيجي هاتوري وقصر مصاص الدماء (الجزء الرابع)                            | فصل 834-840   | 26 أكتوبر 2013 |

## أهم أحداث الموسم
- بدأت هايبرا بالتخلص من خوفها من سوبارو أوكيا.
- ماسومي سيرا تُقابل سوبارو لأول مرة، وتبدو عليها ملامح الصدمة.
- يكتشف سوبارو هوية كونان الحقيقية.
- ترجع هايبرا لحجمها الطبيعي لأول مرة عن طريق العقار المضاد.
- يُكشَف أن سيرا هي أخت العميل الفيدرالي شويتشي أكاي.
- أصبحت المنظمة السوداء تعتقد بوفاة شيهو ميانو بعد تلفيق موتها في سلسلة قطار الغموض الأسحم.
- يُكشَف هوية عضو المنظمة السوداء بوربون، وهو أمورو تورو.